# Teresa Andersen
Teresa Andersen es una deportista estadounidense que compitió en natación sincronizada. Ganó tres medallas de oro en el Campeonato Mundial de Natación de 1973.

## Palmarés internacional
| Campeonato Mundial | Campeonato Mundial    | Campeonato Mundial | Campeonato Mundial |
| Año                | Lugar                 | Medalla            | Prueba             |
| ------------------ | --------------------- | ------------------ | ------------------ |
| 1973               | Belgrado (Yugoslavia) | Medalla de oro     | Solo               |
| 1973               | Belgrado (Yugoslavia) | Medalla de oro     | Dúo                |
| 1973               | Belgrado (Yugoslavia) | Medalla de oro     | Equipo             |